# Mach (herb szlachecki)
Mach (Księżyc odmienny, Leliwa odmienny, Machow) – kaszubski herb szlachecki. Według Przemysława Pragerta część spośród jego wielu wariantów to odmiany herbu Księżyc lub Leliwa.

## Opis herbu
Podstawowych wariantów tego herbu istniało przynajmniej trzy (Mach II i III omówione osobno), z czego każdy występował również w kilku wariantach. Opisy z wykorzystaniem zasad blazonowania, zaproponowanych przez Alfreda Znamierowskiego:
Mach I (Księżyc odmienny, Leliwa odmienny): W polu błękitnym półksiężyc srebrny, nad którym gwiazda złota. W klejnocie nad hełmem bez korony trzy gwiazdy złote (2 i 1).
Mach Ia (Księżyc odmienny, Leliwa odmienny, Pobłocki III, Poblotzki): Księżyc jest z twarzą, barwy nieznane, bezpośrednio nad tarczą korona szlachecka, z której klejnot: trzy pióra strusie.
Mach Ib (Księżyc odmienny): W miejsce gwiazdy słońce z twarzą.
Mach Ic (Machow, Księżyc odmienny): Godło na opak, hełm ukoronowany.
Mach Id (Księżyc odmienny): Godło w lewo, gwiazda srebrna, hełm ukoronowany, labry podbite złotem.
Mach Ie (Księżyc odmienny): Nad księżycem trzy gwiazdy (1 i 2).
Mach II
Mach III

## Najwcześniejsze wzmianki
Najstarsze przedstawienie herbu pochodzi z Wielka Mapa Księstwa Pomorskiego Lubinusa z 1618 (wariant Ic). Wariant ten wymieniają jeszcze Nowy Siebmacher i Anton Leo von Mach (Untersuchungen über das Wappen der kassubischen Familie von Mach). Najpowszechniejszy wariant I wymieniają: Nowy Siebmacher, Ledebur (Adelslexikon der Preussiche Monarchie), von Mach, a z polskich heraldyków Seweryn Uruski (słownie, w Rodzina. Herbarz szlachty polskiej). Wariant Ia wymienia Fritz von Poblotzki (Die Ursprünge des Hause Poblotz), pochodzi onz pieczęci z XVIII-XIX wieku, możliwe że należącej do jakiegoś Augusta bądź Albrechta Macha. Identycznej pieczęci użył w 1904 August von Poblotzki. Wariant Ib wymienia von Mach. Wariant Id wymieniany jest przez Genealogisches Handbuch des Adels, zaś Id przez Nowego Siebmachera.

## Rodzina Mach
Nazwisko tej kaszubskiej rodziny szlacheckiej ma pochodzić od imienia Maciej. Wzmiankowani po raz pierwszy w 1568 w Lublewie (synowie Lorenza Macha - Hanns, Blasius, Hilger, Georg). Dokumenty z wieków XVI-XVII potwierdzają jeszcze posiadanie przez rodzinę działów we wsiach: Słuchowo, Świchowo i Słajkowo. Posiadali też części wsi Podjazy i Chośnica (XVI wiek). Machowie podzielili się na kilka linii: A (Słuszewo, Choczewko), B (Słuszewo, Jawory), C (Lublewo), D (Kętrzyno, Słuszewo), E (Milwino) i F (Krajenka).
Wśród części tych linii ustaliły się konkretne odmiany czy warianty tego herbu. Część z nich omawiają artykuły Mach II i Mach III. Herb Mach odmienić miała linia Machów z Podjazów poprzez spowinowacenie z Podjaskimi i dołączenie elementu ich herbu (strzały) do herbu własnego.

### Mach-Milwiński
Nazwisko Milwiński pochodzi od wsi Milwino. Pierwsze wzmianki o rodzinie pochodzą z 1570 (Tomasz, Jan, Wawrzyniec Mielwińscy). Kolejne wzmianki z lat 1648 (panowie Milwińscy), 1662 (Wojciech Milwiński, Piotr Mielwiński), 1682 (Jan Milwiński), 1717 (Jan Mielwiński), 1764 (Michał Milwiński, poseł na sejm elekcyjny), 1772 (Michał Mach), 1780 (M. Mach-Milwiński). Jak widać, pierwotnie nazwisko Milwiński funkcjonowało bez przydomka Mach, co może świadczyć o tym, że Milwińsy nie byli gałęzią Machów. Z drugiej strony wywody genealogiczne Milwińskich zaczynają się od Johanna von Mach zmarłego w 1773. Przy nazwisku Milwiński odnotowano w 1732 przydomek Bach, prawdopodobnie błędny.

## Herbowni
Mach (Machow, Machowski). Ponadto, rodzina używała licznych przydomków odmiejscowych: Słuszewski, Milwiński (Melwiński, Mielwiński, Milwin, Milwinski, błędnie Wielwinski), Lublewski, Swichowski, Słajkowski (Słowikowski), zachowując Mach jako przydomek.
Do niektórych z tych przydomków udało się dopasować konkretne warianty herbu (Mach II, Mach III). Machowie-Milwińscy notowani są z wariantami I oraz Id.
Być może herb Mach I przysługiwał też Machom używającym przejściowo przydomka Kętrzyński.